# Prince noir (motard)
Pour les articles homonymes, voir Prince noir.
Le Prince Noir est un motard détenteur d'un record de vitesse sur le boulevard périphérique intérieur de Paris, en septembre 1989. 

## La «course»

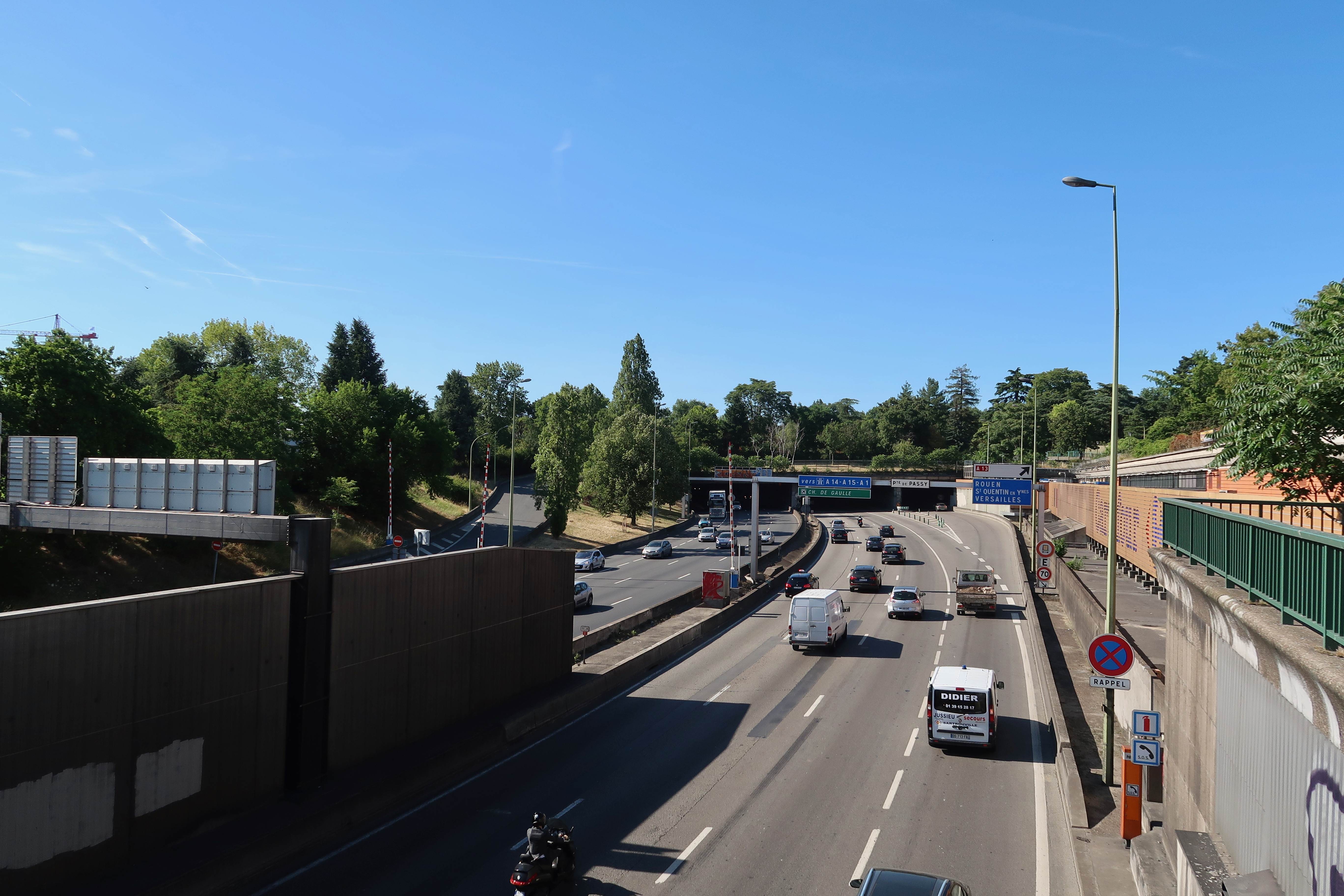
Le boulevard périphérique de Paris.

Cette « course » sur route ouverte, accomplie en 11 min 04 s au guidon d'une Suzuki GSX-R 1100 est filmée à l'aide d'une caméra embarquée fixée sur le réservoir de la moto. L'enregistrement montre le point de vue du pilote, avec le compteur au premier plan. Le boulevard périphérique fait environ 35 km, la vitesse moyenne du Prince Noir est donc de 192 km/h. Cette cascade est d'autant plus dangereuse qu'elle se déroule aux alentours de 7:30 heures un dimanche matin, alors qu'un grand nombre de voitures circule déjà sur le boulevard périphérique, et que le Prince Noir atteint des vitesses supérieures à 280 km/h, visibles sur le compteur de la moto.

## Répercussions
Ce film est diffusé au cours de plusieurs émissions de télévision, notamment Reporters sur La Cinq. Le 4 octobre 1989, le Conseil supérieur de l'audiovisuel déplore la diffusion d'un reportage sur le « Prince noir du périphérique » dans l'émission Reporters les 29 et 30 septembre 1989. 
L'histoire est aussi reprise dans la presse (Paris Match, Moto Journal, Le Parisien), et suscite un grand nombre de commentaires et de critiques. Le Prince Noir fait alors l'objet d'une certaine médiatisation, donnant lieu à un débat sur la sécurité routière et les grands excès de vitesse.
Malgré la mobilisation de la police, le Prince Noir n'est pas interpellé et son identité est inconnue.

## Imitations
En 2004, le motard suédois Ghost Rider fait un tour du périphérique intérieur en 9 min 57 s, en « hommage » au Prince Noir. Les deux courses ne sont cependant pas tout à fait comparables : celle du Ghost Rider étant effectuée de nuit, vers 5 h du matin, avec un trafic moindre, et pilotant une moto plus performante que celle du Prince Noir.
Un autre motard, le Vengeur Casqué, réitère l'expérience 21 ans après le Prince Noir, en septembre 2010, et achève son tour en 12 min 15 s. Cependant, là encore, les courses ne sont pas comparables : le Vengeur Casqué a pris le parti de freiner devant chaque radar qui jalonne le périphérique et tente ainsi de prouver leur inefficacité en matière de répression routière.